# Cingula forresterensis
Cingula forresterensis är en snäckart. Cingula forresterensis ingår i släktet Cingula och familjen Rissoidae. Inga underarter finns listade i Catalogue of Life.